# U.S. National Championships 1893
Die 13. U.S. National Championships 1893 waren ein Tennis-Rasenplatzturnier der Klasse Grand Slam. Das Damenturnier und das Mixed fanden vom 20. bis 23. Juni 1893 in Philadelphia statt. Das Herrendoppel fand vom 25. bis 29. Juli 1893 in Chicago und das Herreneinzel vom 22. bis 28. August 1893 im Newport Casino in Newport statt.